# Гексацианоферрат(III) меди(I)
Гексацианоферрат(III) меди(I) — неорганическое соединение,
соль меди и гексацианожелезной(III) кислоты с формулой Cu3[Fe(CN)6],
красно-коричневые кристаллы,
не растворяется в воде.

## Физические свойства
Гексацианоферрат(III) меди(I) образует красно-коричневые кристаллы.
Не растворяется в воде и разбавленных кислотах, растворяется в растворе аммиака.